# Proclus (filosoof)
Proclus Diadochus (Grieks: Πρόκλος ὁ Διάδοχος, Próklos ho Diádokhos) (Constantinopel, 8 februari 412 – Athene, 17 april 485),  was een Grieks neoplatonisch filosoof, wiskundige en commentator van Plato en Euclides van Alexandrië.

## Leven
Zijn ouders, Patricius en Marcella, stamden uit Lycië en bekleedden daar een hoge positie. Proclus groeide op in Xanthos aan de Lycische kust, maar later werd zijn vader een vooraanstaand juridisch medewerker aan het keizerlijke hof in Constantinopel. Hij volgde echter niet in de voetsporen van zijn vader, want eenmaal in Alexandrië om daar rechten te studeren, besloot hij dat de filosofie zijn roeping was. Hij werd een leerling van Olympiodorus de Oudere en deed een gedegen onderzoek van de werken van Aristoteles. Hij ging daarna naar Athene om er de werken van Plato te bestuderen. Na de dood van Syrianus volgde hij deze op als hoofd van de Academie van Athene.
Hij had een hoge dunk van de wiskunde en doceerde het onderwerp ook. Hij zag wiskunde echter vooral als 'propedeuse', dat wil zeggen als een goede oefening in het logisch denken, dat daarom zijn nut als voorbereiding had op het filosofisch denken. Hij voerde een ascetisch leven, was ongehuwd, at geen vlees en schreef hymnes aan de goden, waarvan er een aantal nog bewaard zijn. Hij was een volgeling van het neoplatonisme zoals die door Plotinus gesticht en door Porphyrius en Iamblichus rond 300 verder ontwikkeld was.

## Werk
Proclus trachtte de meest uiteenlopende wijsgerige en godsdienstige voorstellingen te verenigen in één zorgvuldig uitgewerkt systeem. Dat systeem is opvallend door het grote aantal hypostasen. Hypostasen zijn zelfstandig bestaande werkelijkheden. In vergelijking met Plotinus, die drie hypostasen veronderstelde: het Ene, Geest, en Ziel, is het aantal hypostasen aanzienlijk uitgebreid. Proclus bracht allerlei onderverdelingen aan binnen die drie hypostasen. De meeste van die onderverdelingen bestonden in drieën.
Zijn religieuze opvattingen kwamen soms in de weg te staan van zijn natuurwetenschappelijke conclusies. Hij speelde bijvoorbeeld met het idee van Hipparchus dat de zon het middelpunt van het zonnestelsel was en niet de aarde, om het idee dan te verwerpen op basis van een Chaldese bron, waar hij aan durfde te twijfelen. Toch laat hij in zijn Hypotyposis  zien dat de beschrijving met 'epicycli' van Ptolemeus en de 'eccentrics' van Hipparchus aan elkaar equivalent zijn.
Proclus heeft een commentaar op de Cratylus van Plato geschreven. De Nederlandse classicus Bert van den Berg (universiteit Leiden) is hierop gepromoveerd met het boek Proclus' Commentary on the Cratylus in Context - Ancient Theories of Language and Naming.
Proclus schreef een commentaar op Euclides. Het is onze voornaamste bron van kennis van de vroege Griekse meetkunde. Hij had ook toegang tot vele werken die nu niet meer bestaan, zoals de werken van Eudemus en Geminus, waaruit hij het een en ander citeert. Hoewel Proclus wellicht zelf niet zo veel aan de wiskunde bijdroeg, gaf hij een uitstekend overzicht van de duizend jaar ontwikkeling op dat gebied voor zijn tijd.